# Jardines del Parque de Zafra y jardín botánico
Los jardines del parque Alcalde Juan Ceada Infantes y jardín botánico, anteriormente conocido como el parque de Zafra, es un parque y jardín botánico de unas 14 ha de extensión, que se encuentra en la zona centro, en la ciudad española de Huelva, dentro de la comunidad autónoma de Andalucía.

## Localización
El parque de Zafra es uno de los más grandes de la capital onubense, y se encuentra cerca de la zona centro de la ciudad y de la estación de autobuses, delimitado por las Avenidas Julio Caro Baroja, Noroeste, Hispanoamérica (Muelle de Levante) y la C/ José Manuel Carrión.
La entrada es libre.

## Historia
Una de las avenidas del parque está flanqueada por diversas esculturas de bronce sobre pedestales.
Tiene dos lagos artificiales y frente a uno de los lagos se halla el Centro de Interpretación Cocheras del Puerto. En el Parque Zafra, se encuentra el museo al aire libre. Se trata de un conjunto formado por más de 30 esculturas de escultores nacionales e internacionales repartidas por todo el parque.

## Colecciones
Su fantástico paseo monumental cruza el parque de este a oeste, repleto de vegetación, pudiendo contemplar en un lateral numerosos pedestales con esculturas de bronce que decoran y dan majestuosidad a sus jardines.
En su jardín botánico hay amplias zonas ajardinadas con extensiones de césped, setos, palmeras, cipreses, numerosas variedades de rosales de rosas modernas y buganvillas.
Este espacio natural está provisto de zonas de recreo para los más pequeños, instalaciones deportivas y lugares de descanso.